# Stalker (série télévisée)
Pour les articles homonymes, voir Stalker.
Stalker ou Harceleur au Québec est une série télévisée américaine en vingt épisodes de 42 minutes créée par Kevin Williamson et diffusée entre le 1er octobre 2014, et le 18 mai 2015 sur le réseau CBS et en simultané sur le réseau Global au Canada.
En Belgique, la série a été diffusée du 9 avril 2015 au 11 juin 2015 sur La Une, en France, du 15 avril 2015 au 10 juin 2015 sur TF1, au Québec, elle a été diffusée du 6 janvier 2016 au 18 mai 2016 sur AddikTV et en Suisse du 26 août 2016 au 5 novembre 2016 sur RTS Deux.

## Synopsis
L'action se déroule à Los Angeles. Deux enquêteurs, Beth Davis et Jack Larsen (ancien enquêteur de New York dont le passé est un peu trouble) sont chargés de résoudre les problèmes de harcèlement et leurs dérivés. Le passé de Beth, les capacités de Jack à comprendre les malfaiteurs et l'aide des autres membres de l'équipe permettent de mener à bien chaque nouvelle enquête.

## Distribution

### Acteurs principaux
- Maggie Q (VF : Yumi Fujimori) : lieutenant Beth Davis
- Dylan McDermott (VF : Xavier Fagnon) : détective Jack Larsen
- Victor Rasuk (VF : Benjamin Egner) : détective Ben Caldwell
- Mariana Klaveno (VF : Pauline Moingeon Vallès) : détective Janice Lawrence
- Elisabeth Röhm (VF : Anne Dolan) : vice-procureur de district Amanda Taylor

### Acteurs récurrents
- Erik Stocklin (VF : Gauthier Battoue) : Perry Whitley
- Gabriel Bateman : Ethan Taylor
- Tara Summers (VF : Sandrine Cohen) : Tracy Wright
- Eion Bailey : Ray Matthews
- Chelsea Harris (VF : Alice Taurand) : Belle
- Warren Kole (VF : Stéphane Pouplard) : Trent Wilkes
- Mira Sorvino (VF : Jeanne Savary) : Vicki Gregg

### Invités
- Torrey DeVitto (VF : Olivia Nicosia) : Kate Edwards (épisode 1)
- Daren Kagasoff (VF : Gwendal Anglade) : Eric Bates (épisode 1)
- Eric Lange (VF : Gérard Darier) : Larry Meyers (épisode 1)
- Melanie Liburd (VF : Emmanuelle Rivière) : Lori Carter (épisode 1)
- Michael Terry : Kurt Wild (épisode 1)
- Lesley Fera : Donna McCoy (épisode 2)
- Michael Irby (VF : Loïc Houdré) : Silas Martin (épisode 3)
- Matthew Alan (VF : Nicolas Justamon) : Zack Thomas (épisode 4) :
- Meagan Tandy (VF : Laura Zichy) : Annie (épisode 5)
- Alex Carter (VF : Richard Leroussel) : Kenneth Brown (épisode 6)
- Jessica Tuck (VF : Véronique Augereau) : Andrea Brown (épisode 6)
- Caity Lotz (VF : Anne-Charlotte Piau) : Melissa Barnes (épisode 6)
- AnnaLynne McCord : Nina (épisode 7)
- Heather Matarazzo (VF : Chantal Baroin) : Emily (épisode 7)
- Molly Hagan (VF : Brigitte Aubry) : Nancy Dalton (épisode 7)
- Darri Ingolfsson (VF : Emmanuel Lemire) : Chad Hewitt (épisode 8)
- Christina Vidal (VF : Emmanuelle Rivière) : Christina Richards (épisode 8)
- Jay Karnes (VF : Serge Faliu) : Dr Paul Lewis (épisode 9)
- Madeline Brewer : Claudia Burke (épisode 9)
- John Brotherton (VF : François Raison) : Scott Mason (épisode 10)
- Chasty Ballesteros : Sophia Mason (épisode 10)
- Laurie Fortier : Stella (épisode 11)
- Matt Roth (VF : Bernard Bollet) : Dr Roger Chase (épisode 11)
- Chandra West (VF : Martine Irzenski) : Cynthia Wheeler (épisode 11)
- Jason Wiles : Tom Wade (épisode 11)
- Brett Cullen (VF : Jean-Louis Faure) : William Hayes (épisode 12)
- Andrea Roth (VF : Rafaèle Moutier) : Elaine Hayes (épisode 12)
- Raphael Sbarge (VF : Guillaume Lebon) : Drew Summers (épisode 12)
- Ryan Devlin (VF : Françoua Garrigues) : Cedric Brown (épisode 12)
- Kerr Smith : John Bardo (épisode 13)
- Erin Daniels : Lauren (épisode 13)
- Nazneen Contractor (VF : Odile Cohen) : Adele Marshall (épisode 13)
- Phoebe Tonkin : Nicole Clark (épisode 14)
- Michael Rady : Dave Knox (épisode 14)
- Nicholle Tom (VF : Ingrid Donnadieu) : Zoe Parsons (épisode 14)
- Ashley Johnson : Stephanie Beekman (épisode 14)
- Sofia Vassilieva : Deirdre (épisode 15)
- Lauren Bowles : Monica Grant (épisode 15)
- Michael Landes (VF : Jean-François Cros) : Abraham (épisode 16)
- Sara Paxton : Isabelle Martin (épisode 16)
- Samaire Armstrong : Lucy (épisode 16)
- Tiffany Hines : Skye (épisode 16)
- David Anders : Darren Tyler (épisode 19)
- Adam Kaufman : Will (épisodes 19 & 20)
- Kristoffer Polaha : Nathan Grant (épisodes 19 & 20)
- Sam Witwer : Jamie Tolliver (épisode 20)
- Kat Graham : Christine Harper (épisode 20)

## Développement

### Production
Le 28 janvier 2014, CBS a officiellement commandé un pilote.
Le 9 mai 2014, le réseau CBS annonce officiellement après le visionnage du pilote, la commande du projet de série,,,.
Le 27 octobre 2014, CBS commande une saison complète de 20 épisodes.
Le 8 mai 2015, la série est officiellement annulée.

### Casting
Les rôles ont été attribués dans cet ordre : Dylan McDermott, Mariana Klaveno, Maggie Q, Victor Rasuk et Elisabeth Röhm (remplaçant Elizabeth Bogush (en) qui apparaît brièvement dans le pilote original).
Parmi les rôles récurrents et invités : Erik Stocklin et Warren Kole, AnnaLynne McCord, Alex Carter, Kerr Smith, Phoebe Tonkin et Mira Sorvino.

### Fiche technique
- Titre original et français : Stalker
- Créateur : Kevin Williamson
- Réalisation : Liz Friedlander, Kevin Bray, Jeff Thomas T. et Fred Toye
- Scénario : Kevin Williamson
- Direction artistique :Leonard Harman
- Décors : Sandy Struth
- Costumes : Maya Lieberman
- Photographie : Darran Tiernan
- Montage : Rosanne Tan, Tom Costain, Chi Chung Yoon et Rob Seidenglanz
- Musique : John Frizzell
- Casting : Rebecca Mangieri et Wendy Weidman
- Production exécutive : Kevin Williamson
- Société de production : Outerbanks Entertainment et Warner Bros. Television (États-Unis)
- Sociétés de distribution : CBS
- Pays d'origine :  États-Unis
- Langue originale : anglais
- Format : couleur - 1,78:1 - son Dolby Digital
- Genre : Dramatique
- Durée : 42 minutes

 Sauf indication contraire, les informations mentionnées dans cette section peuvent être confirmées par la base de données cinématographiques IMDb,  présente dans la section « Liens externes ».

### Diffusion internationale
- En version originale
 États-Unis : 1er octobre 2014 sur CBS
 Canada : 1er octobre 2014 sur Global
 Royaume-Uni : 10 novembre 2014 sur Sky Living
En version française
 Belgique : 9 avril 2015 sur La Une
 France : 15 avril 2015 sur TF1
 Québec : 6 janvier 2016 sur AddikTV

## Épisodes
1. Harceleur ou harcelé / Les feux de l'obsession (Pilot)
2. Enfant de substitution / Qu'est-il arrivé à Baby James ? (Whatever Happened to Baby James?)
3. Au pied de l'autel / Chasse à l'homme (Manhunt)
4. Phobies (Phobia)
5. Le Clown (The Haunting)
6. Sans concessions (Love Is a Battlefield)
7. Amour, gloire et harcèlement (Fanatic)
8. Sur ma peau (Skin)
9. Fou d'elle (Crazy for You)
10. Un appel au secours (A Cry for Help)
11. La Biographie (Tell All)
12. Un fauteuil pour deux (Secrets and Lies)
13. Panique en direct (The News)
14. Mon héros, mon sauveur (My Hero)
15. Si près de toi (Lost and Found)
16. L'Étoile Céleste (Salvation)
17. La partie commence (Fun and Games)
18. À petit feu (The Woods)
19. L'Amour blesse (Love Hurts)
20. L'Amour tue (Love Kills)

## Accueil
Le pilote a attiré 9,05 millions de téléspectateurs aux États-Unis, soit une cote de 2.0/6 parmi les 18 à 49 ans, prenant la première place devant Nashville sur ABC et Chicago PD sur NBC. Au Canada, elle a attiré 1,5 million de téléspectateurs.